# Смолянская область
Смо́лянская о́бласть (болг. Област Смолян) — область на юге Болгарии.
Административный центр — город Смолян, расположен к юго-востоку от столицы Болгарии — города София.

## География
Площадь территории, занимаемой областью, составляет 3193 км².
Смолянская область граничит:
- с Благоевградской областью на западе;
- с Пазарджикской областью на северо-западе;
- с Пловдивской областью на севере;
- с Кырджалийской областью на востоке;
- с Грецией на юге.

## Административное деление

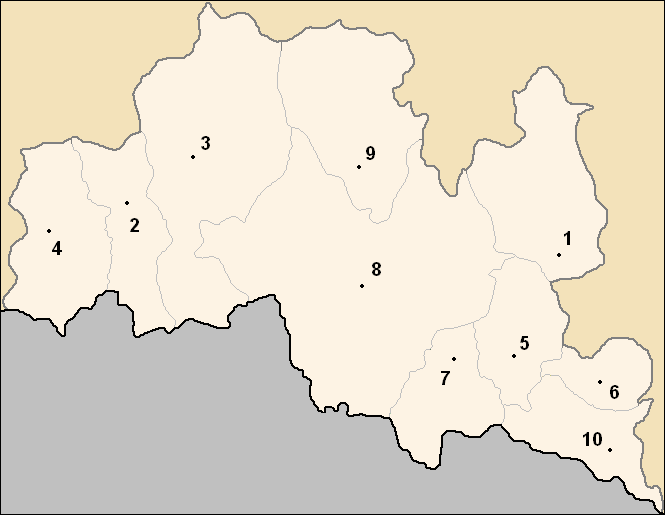
Общины Смолянской области

Административно область делится на 10 общин:
1. Община Баните (5337 человек[3]).
2. Община Борино (3834 человека[3]).
3. Община Девин (13 599 человек[3]).
4. Община Доспат (9634 человека[3]).
5. Община Мадан (13 661 человек[3]).
6. Община Неделино (7677 человек[3]).
7. Община Рудозем (10 533 человека[3]).
8. Община Смолян (44 233 человека[3]).
9. Община Чепеларе (8260 человек[3]).
10. Община Златоград (13 275 человек[3]).

## Население
Население области на 2011 год — 121 752 человека.
| Этнические группы (2011) | Этнические группы (2011) | Этнические группы (2011) | Этнические группы (2011) | Этнические группы (2011) |
| Этническая группа        |                          |                          | Процент                  |                          |
| ------------------------ | ------------------------ | ------------------------ | ------------------------ | ------------------------ |
| Болгары                  |                          |                          | 91.3 %                   |                          |
| Турки                    |                          |                          | 4.9 %                    |                          |
| Другие                   |                          |                          | 3.8 %                    |                          |

В области, кроме города Смолян, в котором проживают 32 824 жителя, есть ещё 7 городов — Девин (7090 жителей), Доспат (2527 жителей), Златоград (7808 жителей), Мадан (6929 жителей), Неделино (4784 жителя), Рудозем (4058 жителей), Чепеларе (5664 жителя). Также на территории Смолянской области расположены 234 села (см. сёла Смолянской области).